# Флори (лунный кратер)
Кратер Флори (лат. Florey) —  крупный кратер в северной приполярной области видимой стороны Луны. Название присвоено в честь английского фармаколога Хоуарда Уолтера Флори (1898—1968) и утверждено Международным астрономическим союзом 22 января 2009 г.

## Описание кратера
Кратер Флори граничит с кратером Пири на севере и кратером Бэрд на востоке. На западе от кратера расположены кратер Эрмит и кратер Гор. Селенографические координаты центра кратера 87°02′ с. ш. 19°45′ з. д. / 87,04° с. ш. 19,75° з. д., диаметр 69,1 км, глубина 2,7 км. 
Кратер Флори имеет полигональную форму и значительно разрушен. Вал сглажен, перекрыт множеством небольших и мелких кратеров и местами полностью сравнялся с окружающей местностью. Дно чаши относительно ровное, испещрено множеством мелких кратеров. В центре чаши расположена группа невысоких округлых холмов и два приметных маленьких чашеобразных кратера.

## Сателлитные кратеры
Отсутствуют.